# Take Me Home Tonight (filme)
Take Me Home Tonight (bra: Uma Noite Mais que Louca; prt: Uma Noite Desastrosa) é um filme de comédia retrô estadunidense de 2011 dirigido por Michael Dowse e estrelado por um elenco incluindo Topher Grace e Anna Faris. O roteiro foi escrito por Jackie e Jeff Filgo, anteriormente escritores da série de televisão That '70s Show, a qual Grace era um membro do elenco. O título vem da canção de mesmo nome de Eddie Money de 1986, mostrada também no trailer. As filmagens começaram a partir de 19 de fevereiro de 2007, em Phoenix, Arizona. O filme recebeu o seu grande lançamento nos cinemas em 4 de março de 2011. Antes de lançar o filme, foi intitulado Young Americans e Kids in America.
Apesar de ter o nome, a canção "Take Me Home Tonight", de Eddie Money nunca é tocada no filme. Apenas o primeiro trailer inclui a música, assim como a tela de menu das versões Blu-ray e DVD do filme.

## Sinopse
O jovem Matt Franklin é um Recém Formado em Engenharia, que não sabe o que vai fazer de sua vida depois da Faculdade. Ele arrisca em trabalhar em uma Vídeo Locadora, para total decepção ao seu pai. Um dia ele é convidado para uma última festa do Dia do Trabalho, onde ele reencontra Tori, seu grande amor dos tempos de escola.

## Elenco
- Topher Grace como Matthew "Matt" Franklin
- Anna Faris como Wendy Franklin
- Dan Fogler como Barry Nathan
- Teresa Palmer como Tori Frederking
- Chris Pratt como Kyle Masterson
- Michael Biehn como Bill Franklin
- Lucy Punch como Shelly
- Michelle Trachtenberg como Ashley
- Demetri Martin como Carlos
- Michael Ian Black como Pete Bering
- Bob Odenkirk como Mike
- Angie Everhart como Trisha Anderson
- Jay Jablonski como Benji
- Edwin Hodge como Bryce
- Candace Kroslak como Ally
- Nathalie Kelley como Beth
- Robert Hoffman como Tyler "Dance Machine" Jones
- Ryan Bittle como Rick Herrington
- Seth Gabel como Brent Tufford

## Produção
Filmagem principal aconteceu entre 20 de fevereiro e 4 de abril de 2007, mas a Universal Studios arquivou o filme até seu lançamento em 2011. Topher Grace postou que o lançamento do filme foi adiado quando o estúdio não sabia como lidar em promover um filme de comédia juvenil com o retrato do consumo de cocaína, como a droga foi destaque na década de 1980.
Seu lançamento permaneceu adiado até que a subsidiária da Relativity Media, Rogue, adquirisse o filme da Universal Pictures por $10 milhões. O filme foi previamente intitulado Young Americans e Kids in America, títulos de canções populares de David Bowie e Kim Wilde.
Em 3 de março de 2011, ao ser entrevistado no programa de rádio KISS-FM de Ryan Seacrest, Topher Grace anunciou sobre o ex-American Idol Chris Medina que 1% da receita de bilheteria do filme seria doado aos cuidados da noiva ferida de Medina, Juliana Ramos. Juliana se envolveu em um grave acidente de carro em 2009 e sofreu uma lesão cerebral traumática. Sua história tem sido amplamente seguida em todo o país desde a aparição de Medina no American Idol.

## Lançamento
O filme foi lançado nos EUA em 4 de março de 2011. O Blu-ray e o DVD foram lançados em 12 de julho de 2011. A edição Blu-ray inclui uma cópia digital adicional. Relativity divulgou um trailer do filme em dezembro de 2010.

## Recepção

### Crítica
O Metacritic, que usa uma média ponderada, atribuiu ao filme uma pontuação de 42 em 100, baseado em 28 críticos, indicando críticas "mistas ou médias". No site agregador de críticas Rotten Tomatoes, 28% das 113 resenhas dos críticos são positivas.

### Bilheteria
O filme estreou em #11 para trás com $3.464.679 em sua semana de estreia em 2.003 cinemas nos Estados Unidos e Canadá. Take Me Home Tonight arrecadou $6.928.068 no mercado interno, bem abaixo do seus $19 milhões de orçamento.

### Prêmios
Teen Choice Awards
- 2011 - Choice Movie Actress: Comedy for Anna Faris (Nomeada)